# Отряд (фильм, 1984)
«Отряд» — советский художественный фильм режиссёра Алексея Симонова, снятый в 1984 году.

## Сюжет
Литва, 1941 год. Немецкие танки и моторизованные колонны ворвались в приграничный военный городок. Семеро советских солдат оказались отрезанными от своего гарнизона. Без продовольствия и оружия они отправились через оккупированную территорию на поиски расположения постоянно отступающих частей Красной армии, по дороге обсуждая и дискутируя о том, что происходит, и как такое могло случиться… Только двое из них в итоге добрались до линии фронта.

## В ролях
- Александр Феклистов — Доронин (первая роль в кино)
- Сергей Гармаш — Урин (первая роль в кино)
- Дмитрий Брусникин — Никитин
- Михаил Морозов — Петров
- Яков Степанов — Кузьмин
- Александр Песков — Юрий Окунев (первая роль в кино)
- Виктор Нестеров
- Александр Карин
- Галина Щепетнова
- Дмитрий Денисюк
- Миколас Дорофеюс
- Стефания Станюта — старуха
- Эймунтас Някрошюс — ксёндз
- Любомирас Лауцявичюс — хозяин хутора
- Людмила Полякова — Вера
- Илья Рутберг — хозяин тира
- Валентин Голубенко

## Фестивали и награды
- 1985 — XVIII Всесоюзный кинофестиваль (Минск) в программе художественных фильмов:[1]
  - Специальный приз «За отражение темы Великой Отечественной войны» — фильму «Отряд»;
  - Диплом жюри за лучший сценарий — Е. Григорьеву («Отряд»).[2]